# 大東亞會議

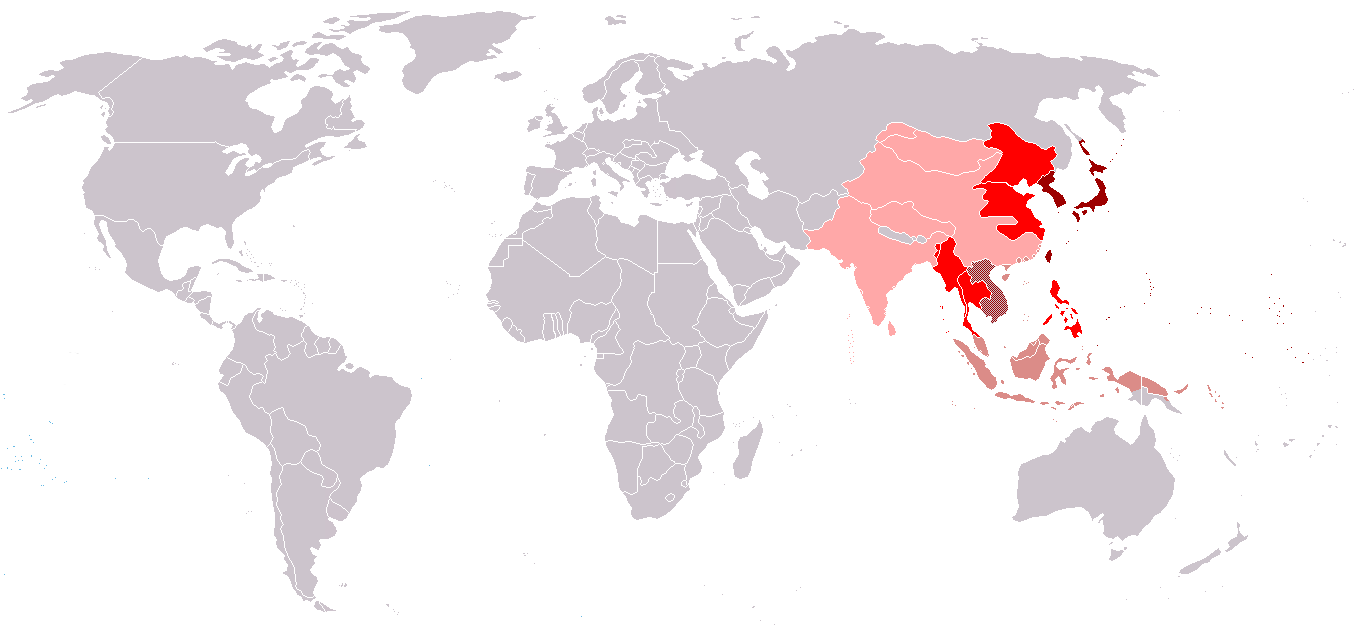
参加大東亚会議的各国
- 日本及其殖民地
- 其他被日本占領區
- 日本宣稱的大東亞範圍

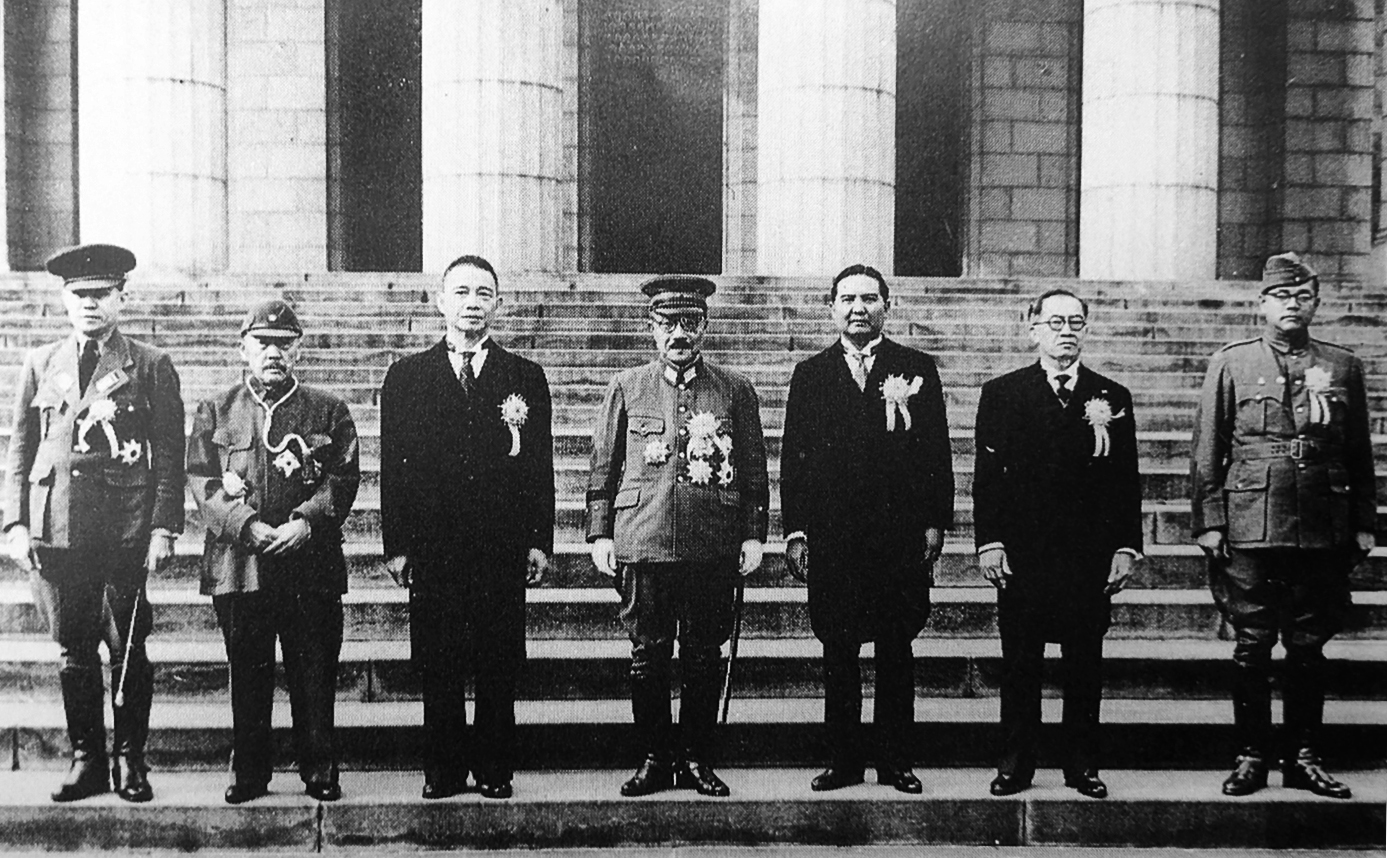
1943年11月5日参加大東亚会議的各国首脑。左起：巴莫（缅甸）、张景惠（满洲国）、汪兆銘（中国）、东条英机（日本）、旺·威泰耶康（泰国）、勞威爾（菲律宾）、鮑斯（印度）。

大東亞會議是由日本在第二次世界大战期間召開的一次國際會議，一般認為該會議是一場用於宣傳日本對亞洲政策——大東亞共榮圈的樣板會議。
大東亞會議於1943年11月5日到11月6日間在日本东京召開，由當時的日本首相东条英机主導，參與的國家都是日本影響下的東亞諸國與政權，包括代表汪精卫政权的行政院院長汪兆銘、滿洲國總理张景惠、泰国亲王旺·威泰耶康、自由印度臨時政府领导人鲍斯、菲律賓第二共和國總統勞雷爾、緬甸國国家元首巴莫。
大東亞會議最後通過《大東亞共同宣言》，表示要將東亞各國自帝国主义中解放、建設共存共榮秩序、相互尊重自主獨立、反對種族歧視。

## 大東亞共同宣言
蓋世界各國各得其所，萬邦相倚相扶共享共榮之樂，乃確立世界和平的根本。
然而，美英為自國的繁榮，壓迫他國和民族，特別是侵略大東亞，貪得無厭的剝削大東亞，隷屬化大東亞的野心，顛覆大東亞安定的根本。這正是進行大東亞戰爭的原因。
大東亞各國應相互提携協作，從美英枷鎖下解放大東亞，完成大東亞戰爭，完成自存自衛。為求世界和平的確立，以下為建設大東亞的基礎綱領：
1. 大東亞各國相互提携協作，以道義為基礎，確保大東亞的安全，建設共存共榮的秩序。
2. 大東亞各國相互尊重各國的自主獨立，敦睦互助，確立大東亞親密融和、親近和睦。
3. 大東亞各國相互尊重各國的傳統，發揮各國民族自已的創造性，以昂揚大東亞的文化。
4. 大東亞各國相互在互惠條件下緊密合作，謀求經濟發展，增進大東亞的繁榮。
5. 大東亞各國應與萬邦敦睦交誼，撤廢人種的差別，進行文化交流，開放自己的資源，以貢獻於世界，推動世界的進步。

## 參與
| 國家   | 代表        | 人像 | 職位     |
| ------ | ----------- | ---- | -------- |
| 日本   | 东条英机    |      | 首相     |
| 中國   | 汪兆銘      |      | 主席     |
| 滿洲國 | 张景惠      |      | 總理     |
| 泰國   | 旺·威泰耶康 |      | 亲王     |
| 緬甸   | 巴莫        |      | 国家元首 |
| 菲律賓 | 何塞·劳雷尔 |      | 總統     |
| 印度   | 錢德拉·鮑斯 |      | 領導人   |

## 外部連結
- World War II Database（页面存档备份，存于）
- 歴史的音源『大東亞共同宣言』 （页面存档备份，存于） - 国立国会図書館
- 大東亜共同宣言 （页面存档备份，存于） - アジア歴史資料センター
- . kotobank （日语）.